# Coogan blöffje
A Coogan blöffje, Coogan trükkje vagy Szökevények nyomában (eredeti cím: Coogan's Bluff) 1968-ban bemutatott amerikai bűnügyi thriller, melynek rendezője és producere Don Siegel. A főbb szerepekben Clint Eastwood, Susan Clark, Don Stroud, Tisha Sterling, Betty Field és Lee J. Cobb látható. 
Ez volt Siegel és Eastwood első filmes együttműködése, amelyet később a Két öszvér Sára nővérnek (1970), A tizedes háreme (1971), a Piszkos Harry (1971) és a Szökés az Alcatrazból (1979) követett.

## Cselekmény
Walter "Walt" Coogan a fiktív arizonai Piute County seriffhelyettese. Felettesei New Yorkba küldik a gyilkosságért elítélt James Ringerman hazaszállítására. A New York-i rendőrségnél dolgozó McElroy hadnagy közli vele, hogy Ringerman drogtúladagolás miatt kórházba került és csak akkor adhatja ki, ha Coogan erre engedélyt szerez a legfelsőbb bíróságtól. Coogan flörtölni kezd Julie Roth próbaidős rendőrtiszttel és vacsorázni hívja. A börtönkórházban egy blöff segítségével sikerül elérnie a rab kiadatását. Mielőtt azonban visszavihetné Arizonába, Ringerman barátnője, Linny és bűntársa, Pushie megtámadják a seriffhelyettest, lehetővé téve barátjuk szökését. A felbőszült McElroy figyelmezteti Coogant, ne akarjon a helyi rendőrséget megkerülve magánakcióba kezdeni.
Ringerman anyját meglátogatva Coogan megtudja Linny nevét. Roth lakásán vacsorázva az is tudomására jut, hogy a lány próbaidőn van, a rendőrnő aktáit titokban átkutatva pedig meg is találja annak címét. Követi Linnyt egy éjszakai klubba, ahol találkozik vele és a lány látszólag segítőkésznek bizonyul. Azonban átveri és nem barátja rejtekhelyére, hanem egy biliárdterembe csalogatja. Coogan itt brutális verekedésbe keveredik Pushie-val és féltucat másik férfival. Bár végül alulmarad a küzdelemben, a kiérkező rendőrök érkezése elriasztja a támadókat, így Coogan végezhet Pushie-val és annak néhány társával. McElroy a helyszínen megtalálja a seriffhelyettes kalapját.
Coogan ismét felkeresi Linnyt, és azzal fenyegeti, hogy megöli, ha nem vezeti el Ringermanhez. A körözött férfi a The Met Cloisters múzeumnál rejtőzködik és Coogan érkezésekor motorral próbál elmenekülni. Coogan egy ellopott motorral a nyomába ered és a Fort Tryon Parkban zajló üldözést követően sikerül elfognia.
Átadja a szökevényt McElroynak, aki ismét azt javasolja, mint korábban: menjen el a kerületi ügyész irodájába és a hivatalos utat végigjárva szerezze meg a szükséges engedélyt. Kis idő múlva Coogan távozni készül a megbilincselt Ringermannel. Mielőtt helikopterük a Pan Am Building tetejéről felszállna, Julie Roth a helyszínre siet és búcsúcsókot ad Coogannek.

## Szereplők
| Szerep                      | Színész          | Magyar hang        |
| --------------------------- | ---------------- | ------------------ |
| Walt Coogan seriffhelyettes | Clint Eastwood   | Lux Ádám           |
| McElroy hadnagy             | Lee J. Cobb      | Tolnai Miklós      |
| Julie Roth rendőrtiszt      | Susan Clark      | Orosz Helga        |
| Linny Raven                 | Tisha Sterling   | Csere Ágnes        |
| James Ringerman             | Don Stroud       | Bardóczy Attila    |
| Ellen Ringerman             | Betty Field      | Martin Márta       |
| McCrea seriff               | Tom Tully        | Szabó Ottó         |
| Millie, Coogan barátnője    | Melodie Johnson  | Prókai Annamária   |
| Wallace őrmester            | James Edwards    | Pusztaszeri Kornél |
| Rohanó Medve                | Rudy Diaz        | eredeti nyelven    |
| Pushie                      | David F. Doyle   |                    |
| taxisofőr                   | Louis Zorich     | Koroknay Géza      |
| prostituált a motelben      | Meg Myles        |                    |
| Mrs. Fowler                 | Marjorie Bennett |                    |
| John                        | Seymour Cassel   | Balázsi Gyula      |
| Csodálatos Digby            | Albert Popwell   | Orosz István       |
| Madison Avenue férfi        | Conrad Bain      |                    |
| lift utasa                  | Don Siegel       |                    |

## Fordítás
- Ez a szócikk részben vagy egészben  a   Coogan's Bluff (film) című angol Wikipédia-szócikk ezen változatának fordításán alapul.  Az eredeti cikk szerkesztőit annak laptörténete sorolja fel. Ez a jelzés csupán a megfogalmazás eredetét és a szerzői jogokat jelzi, nem szolgál a cikkben szereplő információk forrásmegjelöléseként.